# Ullubi Danijalowitsch Buinakski
Ullubi Danijalowitsch Buinakski (russisch Уллубий Даниялович Буйнакский; kumykisch Уллу-Бий Даниялны уланы Бойнакълы; * 8. September 1890 in Ullubijaul, Russisches Kaiserreich; † 16. August 1919 in der Nähe der Eisenbahnstation Temiroje, Oblast Dagestan, RSFSR) war ein Revolutionär kumykischer Abstammung in der Zeit des Russischen Bürgerkriegs.

## Leben
Buinakski wurde 1890 in einer Ortschaft in Dagestan geboren, studierte an der juristischen Fakultät der Moskauer Universität und trat 1916 der SDAPR bei. Von November 1917 bis 1918 war Buinakski der Vorsitzende des Dagestanischen Revolutions- und Kriegskomitees und anschließend von Februar 1919 bis zu seinem Tod im August 1919 Vorsitzender des Regionalen Komitees der Kommunistischen Partei Dagestans. Diese Funktion konnte er nur jedoch kurzzeitig ausüben, da er im Mai 1919 verhaftet, zum Tode verurteilt und anschließend hingerichtet wurde.
Ihm zu Ehren wurde 1922 die Stadt Temir-Chan-Schura in Buinaksk umbenannt.